# Comme ton père (roman)
Pour les articles homonymes, voir Comme ton père.
 (janvier 2024).
Si vous disposez d'ouvrages ou d'articles de référence ou si vous connaissez des sites web de qualité traitant du thème abordé ici, merci de compléter l'article en donnant les références utiles à sa vérifiabilité et en les liant à la section « Notes et références ».
Comme ton père est un roman de Guillaume Le Touze publié le 30 septembre 1994 aux éditions de l'Olivier et ayant reçu le prix Renaudot la même année.

## Résumé
Paul, 47 ans, est parti vivre en Afrique du Sud, abandonnant sans raison son compagnon, Jacques, d'une vingtaine d'années son aîné. Paul a aussi un fils, Giuseppe, très malade — d'une maladie non précisée pouvant être le sida —, de plus en plus dépendant et proche de la mort. Giuseppe est « comme son père », il a eu des aventures avec des garçons et notamment un certain Victor, dont la relation est présentée de façon crue et intimiste.
En Afrique du Sud, Paul va connaître un étudiant des Beaux-Arts de Pretoria avec qui il a une brève aventure ; puis Janus, étudiant en ethnologie au Cap, et sa femme Cynthia. Claudia, l'ex-femme de Paul et mère de son fils, est aussi présente — avec sa sœur Francesca, particulièrement insupportable — et fait la rencontre Massimo, un jeune écrivain gay.

## Éditions
- Comme ton père, Éditions de l'Olivier, 1994 (ISBN 978-2879290508)